# 의관
의관(醫官)은 의술에 종사하는 관료이다. 고려시대에는 내의원에 속하여 의술에 종사하던 벼슬아치를 가리킨다. 일반적으로 과거시험 의과에 합격하면 관직에 진출한다.
의원(醫員)은 근대 이전에 남의 병이나 아픈 곳을 고치는 일을 업으로 삼은 사람을 가리킨다. 의원은 넓게는 의술을 익혀 남의 병이나 아픈 곳을 고치는 사람이지만, 좁게는 잡과나 특지로서 의원직을 맡게 된 중인 의관만을 뜻했다. 또한 양반 출신은 의술을 알더라도 의원으로 보지 않았고, 이때 그러한 이를 가리켜 유의(儒醫)라 하였다. 유의를 비롯하여 의술을 아는 사람이 의관과 함께 궁중의 의료를 맡게 되면 그것을 동참 또는 의원동참이라 하였다.